# 泰格拉
泰格拉（法語：Thégra，法語發音：[teɡʁa]）是法国洛特省的一个市镇，位于该省北部，属于古尔东区。

## 地理
泰格拉（44°49'16"N, 1°45'23"E）面积12.82 平方千米，位于法国奧克西塔尼大區洛特省，该省份为法国西南部内陆省份，北起顺时针与科雷兹省、康塔爾省、阿韦龙省、塔恩-加龙省、洛特-加龍省和多尔多涅省接壤。
与泰格拉接壤的市镇（或旧市镇、城区）包括：格拉马、阿尔维尼亚克、拉韦涅、卢布勒萨克、迈里纳克朗图、米耶尔、帕迪拉克、里尼亚克。

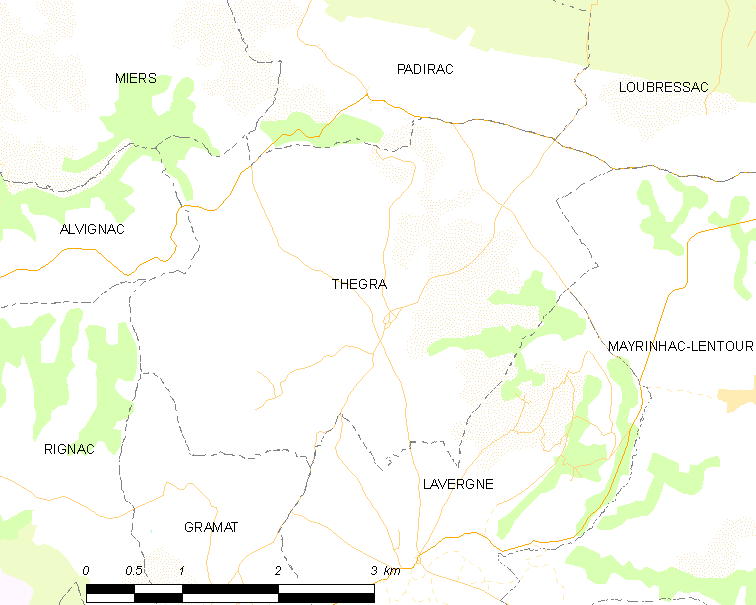
泰格拉的OSM定位图

泰格拉的时区为UTC+01:00、UTC+02:00（夏令时）。

## 行政
泰格拉的邮政编码为46500，INSEE市镇编码为46317。

## 政治
泰格拉所属的省级选区为格拉马县。

## 人口

1962-2008年间泰格拉人口变化图示

泰格拉于2022年1月1日时的人口数量为488人。